# Church of Nigeria
Die Church of Nigeria ist eine Mitgliedskirche der Anglikanischen Gemeinschaft in Nigeria und in dieser die zweitgrößte nach der Church of England. Sie zählt heute 156 Diözesen und 10 Kirchenprovinzen. Angaben über Mitglieder schwanken zwischen 16 und 20 Millionen, wobei die Gottesdienste von der doppelten Anzahl Menschen besucht werden.
Ihr Primas ist seit 2010 Nicholas Dikeriehi Orogodo Okoh als Nachfolger von Peter Akinola.

## Geschichte

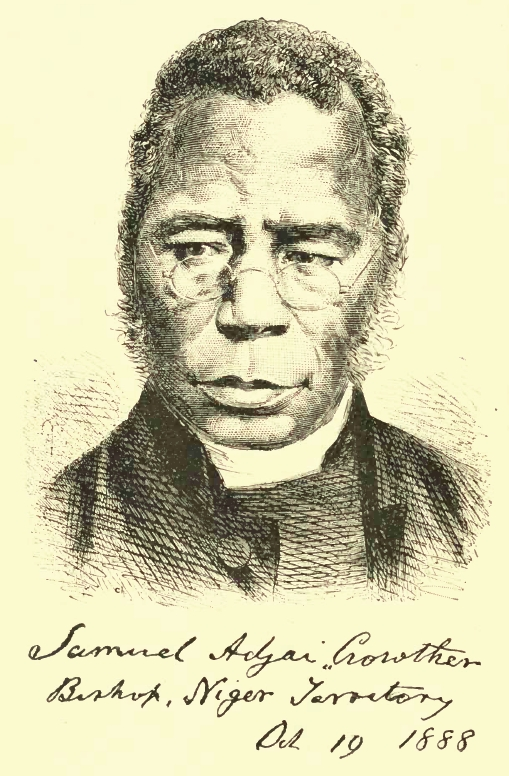
Bischof Samuel Adjai Crowther, Bischof von Niger

Das Christentum kam zwar schon im 14. Jahrhundert durch Augustiner und Kapuziner aus Portugal nach Nigeria. Die erste Mission der Church of England wurde aber erst 1842 durch Henry Townsend in Badagry gegründet. 1964 wurde Samuel Ajayi Crowther, ein Yoruba und früherer Sklave, zum Bischof von Niger geweiht. Lagos wurde 1919 eine Diözese. 1951 wurde Leslie Gordon Vining erster Erzbischof der Provinz von Westafrika. 1952 wurden die Niger Delta Diözese, die Diözese von Ibadan und die Diözese von Ondo-Benin gegründet, 1959 die Nördliche Diözese. Zwischen 1962 und 1977 wurden 10 weitere Diözesen geschaffen: Benin, Ekiti, Enugu, Aba, Kwara, Ilesa, Egba/Egbado, Ijebu und Asaba.
Am 24. Februar 1979 wurden dann die 16 Diözesen in Nigeria zur Kirchenprovinz von Nigeria vereinigt und Timothy O. Olufosoye, der Bischof von Ibadan, wurde Erzbischof, Primas und Metropolit. Unter Olufosoye wurden zwischen 1980 und 1987 acht weitere Diözesen geschaffen, nämlich Kano, Jos, Akoko, Owo, Akure, Orlu, Remo, Awka und Osun.
1988 wurde der Bischof von Lagos, J. Abiodun Adetiloye der zweite Primas und Metropolit von Nigeria und die Kirche von Nigeria der Anglikanischen Kirchengemeinschaft wurde gegründet. 1989 entstand die Diözese von Abuja auf dem Gebiet der neuen Bundeshauptstadt von Nigeria mit Peter J. Akinola als erstem Bischof.
Die 1990er waren die Dekade der Evangelisation und wurden begonnen durch die Weihe von Missions-Bischöfen für die Missions-Diözesen Minna, Kafanchan, Katsina, Sokoto, Makurdi, Yola, Maiduguri, and Bauchi, Egbado und Ife.
Der Erzbischof von Canterbury erklärte die Church of Nigeria zur schnellst wachsenden Kirche der Anglikanischen Kommunion. Zwischen 1993 und 1996 gründete Primas Adetiloye die neun Diözesen Oke-Osun, Sabongidda-Ora, Okigwe North, Okigwe South, Ikale-Ilaje, Kabba, Nnewi, Egbu, und Niger Delta North. Im Dezember 1996 fünf weitere Missionsdiözesen im Norden: Kebbi, Dutse, Damaturu, Jalingo und Oturkbo. 1997 kamen die Diözesen Wusasa und Abakaliki, 1998 Ughelli und Ibadan North dazu.
Im Jahr 1999 wurden insgesamt dreizehn neue Diözesen gegründet, vier im Juli (Oji River, Ideato, Ibadan South und Offa), acht im November (Lagos West, Ekiti West, Gusau, Gombe, Niger Delta West, Gwagwalada, Lafia und Bida) und im Dezember noch Oleh, womit in zehn Jahren 27 neue Diözesen und 15 Missionsdiözesen entstanden waren.

## Organisation
Aufgrund ihrer Größe wurde die Church of Nigeria 1997 in drei Kirchenprovinzen aufgeteilt:
- Der Provinz 1, bestehend aus den Diözesen des Westens, stand Erzbischof Adetiloye vor, der Primas von ganz Nigeria blieb
- der Provinz 2, bestehend aus den östlichen Diözesen, stand Bischof Ben Nwankiti von Owerri und ab 1998 Bischof J. A. Onyemelukwe, Bischof des Niger als Erzbischof vor.
- der dritten Provinz, bestehend aus den nördlichen Diözesen stand Peter J. Akinola als Erzbischof vor.

2002 wurde die Anzahl durch eine Umstrukturierung auf 10 erhöht. Heute (2018) gibt es 14 Kirchenprovinzen.

## Primaten
- Timothy O. Olufosoye, 1979–1988
- J. Abiodun Adetiloye, 1988–1999
- Peter Akinola, 2000–2010

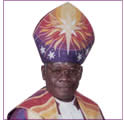
Erzbischof Peter Akinola

- Nicholas Dikeriehi Orogodo Okoh, 2010–2020
- Henry Ndukuba

## Vision der Kirche von Nigeria
Am 25. Januar 2000 wurde Peter J. Akinola zum Primas der Church of Nigeria ernannt. Er stellte eine Vision vor: die Kirche von Nigeria sollte biblisch, geistlich dynamisch, geeinigt, diszipliniert, und selbst-finanziert sein. Sie sollte verpflichtet sein auf pragmatische Evangelisation, soziale Arbeit und als Kirche die echte Liebe Christi verkörpern. Es wurden konkrete Schritte zum Erreichen dieser Vision ausgearbeitet mit einem konkreten Zeitplan, und es sind zwölf neu eingerichtete Komitees an der Arbeit, um die einzelnen Punkte der Vision zu realisieren.

## Konflikte in der anglikanischen Kirchengemeinschaft
Die Church of Nigeria steht innerhalb der anglikanischen Kirchengemeinschaft auf der konservativen Seite. Sie kennt keine Frauenordination.
Der Leiter der Kirche, Erzbischof Peter Akinola, hat 2003 angegeben, dass, wenn der in offener homosexueller Partnerschaft lebende Gene Robinson zum Bischof der Diözese von New Hampshire geweiht werden sollte, die Kirche von Nigeria Robinson nicht als Bischof anerkennen wird und sich nicht mehr in Kommunion mit der Diözese von New Hampshire sieht. Das Gleiche gelte für alle Diözesen der Episkopalkirche, die diese Wahl unterstützen. Zur Reformierten Episkopalkirche besteht allerdings eine Vereinbarung zur Kirchengemeinschaft sowie auch zur 2008 gegründeten Anglican Church in North America.